# ارول هریس
ارول یوستاس هریس (بهانگلیسی: Errol Eustace Harris)؛ (زاده ۱۹ فوریه ۱۹۰۸- درگذشته ۲۱ ژوئن ۲۰۰۹)، یک فیلسوف اهل آفریقای جنوبی بود. فعالیت او بر توسعه گزارشی منظم و منسجم از منطق، متافیزیک و معرفت‌شناسی مستتر در درک معاصر از جهان، متمرکز بود. هریس معتقد بود که سنت فلسفی غرب در پیوند با تجربه‌گرایی، در تعهد خود به آرمان عقل، منابع لازم برای تحقق این هدف را درون خود دارد. او در سال ۲۰۰۸ تولد ۱۰۰ سالگی خود را جشن گرفت.

## زندگی
ارول هریس، در ۱۹ فوریه ۱۹۰۸، در کیمبرلی، آفریقای جنوبی، از پدر و مادری که از لیدز انگلستان مهاجرت کرده بودند، به‌دنیا آمد. پدرش، ساموئل جک هریس، یکی از مدافعان جنگ کیمبرلی بود، که (به همراه سیسیل رودز) در طول جنگ بوئر محاصره شد. ارول مدرک کارشناسی و کارشناس ارشد فلسفه را از دانشگاه رودز در آفریقای جنوبی گرفت، و در دانشگاه آکسفورد، مدرک کارشناسی ادبیات را با پایان‌نامه‌ای در مورد ساموئل الکساندر و آلفرد نورث وایتهد دریافت کرد.
او به‌عنوان افسر آموزش برای بریتانیا خدمت کرد، و در طول جنگ جهانی دوم، با درجه سرگرد در سپاه آموزش ارتش بریتانیا، مربی ارشد کالج آموزش نظامی خاورمیانه در کوه کرمل، فلسطین بود. هو ولدون که بعداً مدیر بی‌بی‌سی شد، به‌عنوان مربی ارشد جانشین او شد. یکی دیگر از مربیان سروان مایکل استوارت بود، که بعدها وزیر امور خارجه در دولت هارولد ویلسون، و متعاقباً بارون فولام شد. در سال ۱۹۵۰، فلسفه را در دانشگاه ویت واترسرند جایی که دبیر، و سپس رئیس انجمن مدرسین بود تدریس کرد. هریس در سال ۱۹۵۳ استاد تمام شد. سپس در هیئت اجرایی هیئت روابط نژادی آفریقای جنوبی به همراه لوتولی، خدمت کرد، و در این سمت با الیور تامبو (شریک حقوقی نلسون ماندلا، که جانشین ماندلا به‌عنوان رئیس کنگره ملی آفریقا شد) آشنا شد و به شورای امنیت ملی مشاوره داد. در سال ۱۹۵۴، اولین اثر مهم فلسفی هریس، «طبیعت، ذهن و علم مدرن»، منتشر شد. در سال ۱۹۵۶، برای سخن‌رانی در دانشگاه ییل و کالج کنکتیکت به ایالات متحده رفت و پس از آن به‌عنوان استاد فلسفه منصوب شد. این باعث شد که فعالیت فلسفی او بدون مانع پیش‌رفت کرده و به رسمیت شناخته شود.
از سال ۱۹۵۹ تا ۱۹۶۰، به‌عنوان استاد منطق و متافیزیک در دانشگاه ادینبرو، در اسکاتلند مشغول به تدریس شد، و سپس به کالج کنکتیکت بازگشت. در سال ۱۹۶۲، استاد ممتاز فلسفه در دانشگاه کانزاس، و در سال ۱۹۶۶ استاد فلسفه در دانشگاه نورث وسترن شد، و بعدتر با جان ایوانز استاد فلسفه اخلاق شد، و تا زمان بازنشستگی در سال ۱۹۷۶ در آن‌جا تدریس کرد. در سال ۱۹۶۸، در کنگره جهانی فلسفه در وین، ریاست جلسه‌ای را بر عهده داشت و انجمن بین‌المللی متافیزیک را تأسیس کرد. پس از بازنشستگی به‌عنوان استاد مدعو در کالج کارلتون، دانشگاه مارکیت، دانشگاه ویلانوا (به‌عنوان استاد فلسفه الهیات)، و دانشگاه دانشگاه اموری تدریس کرد و پژوهشگر افتخاری در مرکز فلسفه و تاریخ علم در دانشگاه بوستون بود. او رئیس انجمن متافیزیک آمریکا در سال ۱۹۶۹ بود (و در سال ۱۹۸۵ مدال پل وایس این انجمن را برای کمک برجسته به متافیزیک دریافت کرد). همچنین او در سال‌های ۱۹۷۷–۱۹۷۷ ئیس انجمن هگل آمریکا بود. از سال ۱۹۶۳ در خانه‌ای در نزدیکی آمبلساید در انگلستان سکونت داشت، و سال‌های آخر زندگی را در آن‌جا سپری کرد. هریس در ۲۱ ژوئن ۲۰۰۹ در سن ۱۰۱ سالگی درگذشت.

## کار فلسفی
آثار منتشرشده هریس در طول سال‌هایی که در کانزاس و نورث وسترن کار می‌کرد، شامل «بنیاد متافیزیک در علم» (۱۹۶۵) و «فرضیه و ادراک: ریشه‌های روش علمی» (۱۹۷۰) بود. او همچنین به متافیزیک باروخ اسپینوزا و هگل، و به تاریخ‌نگاری علاقه‌ای همیشگی داشته‌است. فلسفه اسپینوزا توسط هریس در «رستگاری از یأس: ارزیابی مجددی بر فلسفه اسپینوزا» (۱۹۷۳) بازسازی و تفسیر شده‌است. او در «تفسیر منطق هگل» (۱۹۸۳) از منطق حقیقت و به‌موقع بودن منطق نظری هگل استدلال آورده‌است. در دوران بازنشستگی، فعالیت فلسفی او بدون وقفه ادامه یافت و مقالات و کتاب‌های متعددی از جمله «تفکر رسمی، متعالی و دیالکتیکی: منطق و واقعیت» (۱۹۸۷) را به چاپ رساند.

### نقد تجربه‌گرایی

#### نقد معرفت‌شناختی و روش‌شناختی تجربه‌گرایی
هریس این موضع معرفت‌شناختی را دارد که تجربه‌گرایی فلسفی، در هر نسخه‌ای که در اندیشه‌های اروپایی یافت می‌شود، از لاک تا فیلسوفان تحلیلی قرن بیستم، به‌شدت ناسازگار بوده‌است. اصل تحقیق‌پذیری، که تجربه‌گرایی بر آن استوار است، توسط هریس نادرست انگاشته می‌شود، زیرا ادراک حسی، بسته به یک زمینه تفسیری که محصول فعالیت گفتمانی تفکر است، فاقد خودگواهی است. علاوه بر این، اصل راستی‌آزمایی نیز نمی‌تواند ادعای صدق معرفت‌شناس تجربه‌گرا را برای دکترین خود توضیح دهد. «اشتباه» تجربه‌گرایی این است که «ارائه نظریه‌ای دربارهٔ معرفت اگر درست باشد، خود نظریه‌پرداز باید از آن مستثنی باشد، و اگر برای خود نظریه‌پرداز صدق کند، نادرست است». همچنین تجربه‌گرایی نمی‌تواند با توفق بر ضدیت‌های منطقی آلوده‌کننده روش استقرایی، که سعی می‌کند پیدایش و اعتبار شکل جهانی نظریه‌های علمی را توضیح و توجیه کند، غلبه کند. در نهایت، هریس استدلال کرد که روش فرضی-قیاسی که برخی تجربه‌گرایان مانند کارل پوپر برای غلبه بر کاستی‌های روش استقرایی از آن استفاده می‌کنند، به‌دلیل ماهیت صرفاً تحلیلی و حدسی آن، از نظر معرفت‌شناختی بی‌ثمر است.

#### نقد نظری و متافیزیکی تجربه‌گرایی
هریس خود را محدود به رد تجربه‌گرایی به شیوه‌ای صرفاً منطقی نمی‌کند، بلکه استدلال می‌کند که بررسی دقیق نتایج به‌دست آمده از نظریه‌ها، توسط فیزیک، زیست‌شناسی و روان‌شناسی تجربی معاصر، و همچنین رویه‌های تحقیق علمی، نشان می‌دهد که تجربه‌گرایی حتی با جهت‌گیری خاص علم معاصر هم‌خوانی ندارد. او نتیجه می‌گیرد که علم از جهان‌بینی نسبی‌گرا، کل‌گرا، ارگانیک، غایت‌شناسانه و سلسله‌مراتبی حمایت می‌کند؛ جهان‌بینیای که با پیش‌فرض‌های متافیزیکی اتمی‌گرایانه، مکانیک‌گرایانه و کثرت‌گرایانه منطق صوری و ریاضی، که اشتباهاً توسط فلسفه برجسته شده‌است، در تضاد است.

### تاریخ‌نگاری فلسفی
هریس معتقد است که تنوع زمانی آموزه‌های متافیزیکی مختلف را نمی‌توان مجموعه‌ای از نظرات ذهنی و ناپیوسته در نظر گرفت، که اعتبار آن‌ها در بهترین حالت، محدود به دوره‌های خاص است. برعکس، او وجود «مسائل ابدی در فلسفه» را تأیید می‌کند و توسعه تاریخی آن‌ها را فرآیندی منحصربه‌فرد، منطقاً ضروری و غایت‌شناختی می‌داند، که از طریق آن به تدریج، به صورت‌بندی‌های منسجم‌تر و کافی‌تر دست می‌یابند؛ بنابراین، تاریخ‌نگاری فلسفی نباید صرفاً خود را به ثبت ویژگی‌های فلسفی بیرونی آموزه‌های مورد بررسی بدون قضاوت ارزشی محدود کند. وظیفه خاص آن بیش‌تر این است که حق را از باطل تشخیص دهد. هریس در مطالعات تاریخ‌نگاری خود توجه زیادی به متافیزیک اسپینوزا و هگل دارد.

#### جوهر و صفات در اسپینوزا
هریس با تأکید بر ارتباط حیاتی آموزه‌های اسپینوزا در مورد بی‌نهایت بودن صفت «ایده فکر cogitatio»، و «ذهن بی‌نهایت خدا intellectus infinitus dei» به‌عنوان یک «حالت نامتناهی» از جوهر، تفسیرهای تجربه‌گرایانه و ماتریالیستی یک طرفه از طبیعت‌گرایی اسپینوز، و آنچه را که او می‌دید را به چالش کشید. او استدلال می‌کند که جدال اسپینوزا علیه علل‌نهایی، باید تنها به دیدگاه غایت‌شناسی بیرونی اشاره داشته باشد، و در نتیجه اسپینوزا توضیح معتبری از فرآیندهای طبیعی را در پرتو غایت‌شناسی درونی رد نمی‌کند. از سوی دیگر، هریس تعابیر متضاد، عرفانی یا «جهانی» از رابطه جوهر و صفات را نیز رد می‌کند، که بر اساس آن جوهر تمایزناپذیر است و صفات چیزی بیش از محصول اقتضایی عقل انسان نخواهد بود. در مقابل، هریس معتقد است که نظریه «شهودی علمی» اسپینوزا به‌وضوح نشان می‌دهد که اسپینوزا همواره هویت جوهر را به‌عنوان یک نظام عقلانی از «جوهرهای فردی» متمایز می‌کند، و علاوه بر این، روش هندسی اسپینوزا صرفاً لباس ظاهری است؛ رویه‌ای که شبیه یک روش دیالکتیکی است.

#### فلسفه طبیعت هگل
تفسیر هریس از فلسفه هگل، برخلاف تفسیر اکثر مفسران هگلی در قرن نوزدهم و بیستم، بر نقش حیاتی فلسفه طبیعت در متافیزیک هگل تأکید دارد. در پی بسیاری از تحولات فلسفی که بر پایه‌های نظری علوم طبیعی در اواخر قرن نوزدهم و اوایل قرن بیستم تأثیر گذاشت، هریس یک «اصلاحیه» در فلسفه طبیعت هگل را مطرح می‌کند، که حداقل سه مورد از بحث‌های اصلی آن را منسوخ می‌داند: (۱) علوم طبیعی چیزی جز محصول فعالیت تحلیلی عقل متناهی نیست. (۲) به‌طور قطعی نمی‌توان به‌وجود آمدن یک فرایند واحد تکامل بیولوژیکی واقعی را در فلسفه طبیعی اثبات کرد. (۳) «بی‌نهایت بد» شکل مکانی-زمانی ماهیت غیرارگانیک، گواه روشنی بر خود متناقض بودن آن است. به گفته هریس، در واقع، نظریه‌های نسبیت خاص و عام انیشتین، و همچنین نظریه‌های کیهان‌شناختی معاصر (جهان در حال انبساط)، شامل تصوری قابل‌قبول از جهان فیزیکی به‌عنوان «کل متناهی اما نامحدود» است. به‌طوری که با خیال راحت می‌توان آن را تجسم عینی و طبیعی «بی‌نهایت واقعی infinitum actu» دانست، که هگل آن را به ذهنیت زندگی و روح محدود کرده بود.

### معرفت‌شناسی، متافیزیک و فلسفه ذهن هریس
هریس از امکان شناخت حقیقت عینی دفاع می‌کند. انتقاد او از واقع گرایی ساده‌لوحانه معرفت‌شناسی پوزیتیویستی، هرگز شکل ذهنیت‌گرایی یا شک‌گرایی به خود نمی‌گیرد. از نظر او حقیقت اوج یک فرایند غایت‌شناختی است که اشکال انتزاعی‌تر و ابتدایی‌تر آن دیدگاه‌های نظری است، که توسط علوم طبیعی و انسانی به‌کار گرفته شده‌اند؛ درحالی‌که ملموس‌ترین جنبه آن، با فعالیت خودبازتابی تفکر متافیزیکی منطبق است. عناصر متافیزیک او تأثیرپذیرفته از یگانه‌گرایی خردگرایانه اسپینوزا، ایده‌آلیسم مطلق هگل، منطق کالینگوود و نظریه انسجام حقیقت یواخیم است. او آورده‌است:
«بر این اساس، نظریه فلسفی مورد نیاز نگرش مدرن باید پنج تز اصلی را حفظ کند: (۱) این‌که ذهن در همه چیز نهفته‌است؛ (۲) این‌که واقعیت یک کل، خودکفا و خودنگهدار است، و انسجام آزمون صدق هر نظریه در مورد آن وجود دارد؛ (۳) این‌که موضوع و ابژه دانش در نهایت یکی هستند؛ یک چیز، ولی از دیدگاه‌های مخالف (که مکمل یکدیگرند)؛ (۴) این‌که رویدادها و پدیده‌ها فقط به‌صورت غایت‌شناختی قابل توضیح هستند. و (۵) این‌که در نتیجه، اصل نهایی تفسیر، اصل ارزش است.»
از نظر هریس، وحدت نهایی سوژه و ابژه معرفت به این معناست که واقعیت، که ابژه خاص تفکر متافیزیکی است، با عقل منطقی، که کنش خودآگاه تفکری منسجم است که به واقعیت می‌اندیشد، یکسان است. برای هریس تنها منطق دیالکتیکی می‌تواند جوهر چنین هویتی را درک کند. تنها منطق دیالکتیکی می‌تواند با تفکیک در ایده مطلق منفی بودن تناهی، ظاهر و خطا، جهانی منطقی را آشکار کند. در نتیجه، متافیزیک هریس، مانند هگل، به یک «منطق ساخت» و یک الاهیات همه‌درخدایی تبدیل می‌شود.

## تحولات بعدی فعالیت هریس
در سال ۲۰۱۷، جیمز شوفیلد پایان‌نامه دکترای خود را با عنوان «کل‌گرایی دیالکتیکی: متافیزیک گم‌شده هریس‌» به دانشگاه کنتربری ارائه کرد. در این پایان‌نامه، او استدلال کرد که هریس نه تنها پیش‌بینی‌هایی کرده‌است، بلکه چارچوبی متافیزیکی برای یکپارچه‌سازی طیفی از نظریه‌های جاری در سراسر علوم خاص کیهان‌شناسی، زیست‌شناسی سیستم‌ها و مطالعات آگاهی ارائه کرده‌است. شاید مهم‌ترین بحث در این زمینه این بوده‌است که فعالیت فلسفی هریس یک هستی‌شناسی مونیستی خنثی برای فلسفه ذهن، به نام وضع‌گرایی ارائه می‌دهد.

## آثار برگزیده
بسیاری از آثار فلسفی ارول هریس در مرکز ایده‌آلیسم و لیبرالیسم جدید، دانشگاه هال، انگلستان قرار دارد.

### به عنوان نویسنده
- بررسی آفریقای جنوبی (۱۹۴۷)
- بقای انسان سیاسی، مطالعه‌ای در اصول نظم بین‌المللی (۱۹۵۰)
- تمدن «سفید». چگونه آن را تهدید می‌کند و چگونه می‌توان آن را در آفریقای جنوبی حفظ کرد (۱۹۵۲)
- طبیعت، ذهن و علم مدرن (۱۹۵۴)
- مکاشفه از طریق عقل در پرتو علم و فلسفه (۱۹۵۸)
- تحلیل و بینش (۱۹۶۲)
- مبانی متافیزیک در علم (۱۹۶۵)
- نابودی و اتوپیا (۱۹۶۶)
- مبانی فلسفه (۱۹۶۹)
- فرضیه و ادراک (۱۹۷۰)
- رستگاری از ناامیدی، بازنگری در فلسفه اسپینوزا (۱۹۷۳)
- اطمینان ادراکی و واقعیت جهان (۱۹۷۴)
- مسئله شیطان (۱۹۷۷)
- الحاد و خداباوری (۱۹۷۷)
- تفسیری از منطق هگل (۱۹۸۳)
- تفکر رسمی، متعالی و دیالکتیکی (۱۹۸۷)
- واقعیت زمان (۱۹۸۸)
- کیهان و آنتروپوس (۱۹۹۱)
- کیهان و تئوس (۱۹۹۲)
- یک دنیا یا هیچ (۱۹۹۳)
- روح هگل (۱۹۹۳)
- ماده اسپینوزا (۱۹۹۵)
- آخرالزمان و پارادایم (۲۰۰۰)
- فدراسیون زمین در حال حاضر! (۲۰۰۵)
- تأملاتی در باب مشکل آگاهی (۲۰۰۶)

هریس همچنین نویسنده بیش از نود مقاله و کتاب منتشرشده است که اولین آن‌ها در سال ۱۹۳۶ منتشر شد.

### به‌عنوان ویراستار و همکاری ویرایش مشترک
- «قوانین دکارت برای جهت‌دهی ذهن» اثر هارولد یواخیم (بازسازی‌شده از یادداشت‌های گرفته‌شده توسط شاگردانش - پروفسور. یواخیم قبلاً استاد منطق وایکهام در دانشگاه آکسفورد بود.
- «به‌سوی حکم‌رانی جهانی واقعی: واکنش‌های انتقادی به «همسایگی جهانی ما» (ویراستار با جیمز ای. یونکر)
- «تاریخ فلسفه از دکارت تا هگل» اثر آرتور ریچی لرد (ویرایش مشترک، همراه با تفسیر و حاشیه‌نویسی، با ویلیام سویت)
- نسخه تجدید چاپ «اصول سیاست» اثر آرتور ریچی لرد، همراه با ارزیابی انتقادی (تدوین‌شده، همراه با تفسیر و حاشیه‌نویسی، با ویلیام سویت)
- «مسائل بنیادی در فلسفه» اثر آرتور ریچی لرد (ویرایش مشترک، همراه با تفسیر و حاشیه‌نویسی، با ویلیام سویت)

## به عنوان همکاری در ترجمه
- «ایده‌هایی برای فلسفه طبیعت» اثر فردریش ویلهلم جوزف فون شلینگ. (مترجم با پروفسور پیتر هیث)